# Apollinaria Prokofjewna Suslowa

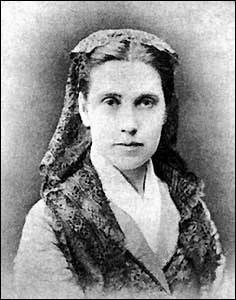
Polina Suslowa, um 1890

Apollinaria Prokofjewna Suslowa (russisch Аполлина́рия Проко́фьевна Су́слова; * 1839 in Panino bei Nischni Nowgorod; † 1918 in Sewastopol), bekannt als Polina Suslowa (russisch Поли́на Су́слова), war eine russische Schriftstellerin und Feministin. Prominenz hat sie als Schwester der ersten russischen Ärztin und Medizinprofessorin Nadeschda Suslowa, als Geliebte des Schriftstellers Fjodor M. Dostojewski und schließlich als Ehefrau des Philosophen Wassili Rosanow erlangt.

## Leben
Suslowa war die Tochter eines leibeigenen Bauern, der sich freikaufte und auf dem Gut seines ehemaligen Herrn, Graf Scheremetew, als Verwalter arbeitete. 1854 zog die Familie nach Petersburg, wo die Schwestern auf einer Privatschule Fremdsprachenunterricht erhielten. Als die Staatliche Universität Sankt Petersburg ihre Lehrveranstaltungen öffentlich und auch Frauen zugänglich machte, besuchten die jungen Frauen dort eine Vielzahl von Vorlesungen. Beide unternahmen auch schriftstellerische Versuche. Suslowa hatte großes Interesse an sozialen Themen und war Feministin. Suslowa, die sich regelmäßig im Herbst an der Universität einschrieb, nahm an politischen Veranstaltungen und Protesten der Studenten gegen den Zarismus teil, trug die rote Fahne und sang die Marseillaise.
Ihre Liebesbeziehung mit dem fast 20 Jahre älteren Dostojewski begann wahrscheinlich im Winter 1862/1863, vielleicht auch Ende 1861. Suslowa hatte auch ein Verhältnis mit einem spanischen Studenten namens Salvador, der sie zu heiraten versprach, dann aber verließ. Dostojewski war sehr eifersüchtig, beklagte ihr emotionales Temperament und besonders ihren Egoismus. Im Frühjahr 1863 reiste Suslowa nach Paris, wohin Dostojewski ihr im August folgte. Auf der weiteren Reise begleitete sie ihn, auch nach Baden-Baden, wo er in diesem Sommer beim Glücksspiel viel Geld verlor. 1864 starb Dostojewskis Frau Marija. Obwohl sie sich wohl seit Ende 1863 ständig stritten, machte Dostojewski Suslowa im Herbst 1865 einen Heiratsantrag. Sie lehnte ab. Wenig später ging die Beziehung auseinander und Dostojewski heiratete Anna Snitkina.
Suslowa gab Dostojewski Anregungen für viele seiner späteren Romanfiguren, besonders Raskolnikows Schwester Dunja (Schuld und Sühne), Nastasja Filippowna und Aglaia (Der Idiot), Lisa Drosdowa (Die Dämonen), Achmakowa (Der Jüngling) und Gruschenka und Katerina Iwanowna (Die Brüder Karamasow).
Im November 1880 heiratete Suslowa den 17 Jahre jüngeren Rosanow. Die Ehe war unglücklich, und nach wenigen Jahren trennte das Paar sich. Als Rosanow erneut heiraten wollte, verweigerte Suslowa ihm jedoch die Scheidung. Seine Eheschließung mit Warwara Dmitrjewna Butjagina fand heimlich statt.